# ژان-ماری ژوبر
ژان-ماری ژوبر (فرانسوی: Jean-Marie Joubert‎؛ زادهٔ ۹ مهٔ ۱۹۳۲) دوچرخه‌سوار اهل فرانسه است.